# 第11回カンヌ国際映画祭
第11回カンヌ国際映画祭（だい11かいカンヌこくさいえいがさい）は1958年5月2日から18日にかけて開催された。

## 受賞結果
- パルム・ドール：『鶴は翔んでゆく』（ミハイル・カラトーゾフ）
- 審査員特別賞：『ぼくの伯父さん』（ジャック・タチ）
- 審査員賞：『Goha』（ジャック・バラティエ）、『青銅の顔』（ベルナール・テザン）
- 監督賞：イングマール・ベルイマン （『女はそれを待っている』）
- 男優賞：ポール・ニューマン （『長く熱い夜』）
- 女優賞：イングリッド・チューリン、エヴァ・ダールベック、ビビ・アンデショーン、バルブロ・ヒオルト・アフ・オルネス（『女はそれを待っている』）
- 脚本賞：ピエル・パオロ・パゾリーニ、パスクァーレ・フェスタ・カンパニーレ、マッシモ・フランチオーザ（『若い夫たち』）
- 特別表彰：タチアナ・サモイロワ（『鶴は翔んでゆく』での演技に敬意を表して）

## 審査員

### コンペティション部門
- 審査委員長 
  - マルセル・アシャール （フランス/作家）
- 審査員
  - ヘルムート・コイトナー (西ドイツ/監督)
  - ラディスラオ・ヴァホダ (スペイン/監督)
  - チャールズ・ヴィダー (アメリカ/監督)
  - セルゲイ・ユトケーヴィッチ (ソ連/監督)
  - ダドリー・レスリー (イギリス/脚本家)
  - チェーザレ・ザヴァッティーニ (イタリア/脚本家)
  - マドレーヌ・ロバンソン (フランス/女優)
  - 朝吹登水子 (日本/ジャーナリスト)
  - ベルナール・ビュフェ (フランス/芸術家)
  - ジャン・ド・バロンセリ (フランス/批評家)

## 上映作品

### コンペティション部門
アルファベット順。邦題ない場合は原題の下に英題。
| 題名 原題                                                           | 監督                                    | 製作国                |
| ------------------------------------------------------------------- | --------------------------------------- | --------------------- |
| Ciulinii Bărăganului (Baragan Thistles)                             | ルイ・ダカン                            | フランス ルーマニア   |
| 盗賊の森の一夜 Das Wirtshaus im Spessart                            | クルト・ホフマン                        | 西ドイツ              |
| 楡の木蔭の欲望 Desire Under the Elms                                | デルバート・マン                        | アメリカ合衆国        |
| ジャングル・サガ En djungelsaga                                     | アルネ・スックスドルフ                  | スウェーデン          |
| 若い夫たち Giovani Mariti                                           | マウロ・ボロニーニ                      | イタリア              |
| Goha                                                                | ジャック・バラティエ                    | フランス チュニジア   |
| 河は呼んでる L'Eau vive                                             | フランソワ・ヴィリエ                    | フランス              |
| 鶴は翔んでゆく Летят Журавли                                        | ミハイル・カラトーゾフ                  | ソビエト連邦          |
| わらの男 L'uomo di paglia                                           | ピエトロ・ジェルミ                      | イタリア              |
| La Caleta Olvidada                                                  | ブルーノ・ガベル                        | スペイン              |
| La Venganza Vengeance                                               | フアン・アントニオ・バルデム            | スペイン              |
| ぼくの伯父さん Mon oncle                                            | ジャック・タチ                          | フランス              |
| Ni liv (Nine Lives)                                                 | アルネ・スコーウェン                    | ノルウェー            |
| 女はそれを待っている Nära livet                                     | イングマール・ベルイマン                | スウェーデン          |
| 私に殺された男 Orders to Kill                                       | アンソニー・アスキス                    | イギリス              |
| 化金石 Parash Pathar                                                | サタジット・レイ                        | インド                |
| Pardesi (Journey Beyond Three Seas)                                 | ワシリー・プローニン Khwaja Ahmad Abbas | インド ソビエト連邦   |
| Rosaura a las 10 (Rosaura at 10 O'Clock)                            | マリオ・ソッフィチ                      | アルゼンチン          |
| シシー、ある皇后の運命の歳月 Sissi - Schicksalsjahre einer Kaiserin | エルンスト・マリシュカ                  | オーストリア 西ドイツ |
| カラマゾフの兄弟 The Brothers Karamazov                             | リチャード・ブルックス                  | アメリカ合衆国        |
| 長く熱い夜 The Long, Hot Summer                                     | マーティン・リット                      | アメリカ合衆国        |
| Το Τελευταίο Ψέμμα (To Telefteo Psemma) (A Matter of Dignity)       | マイケル・カコヤニス                    | ギリシャ              |
| Vasvirág (Iron Flower)                                              | ヤーノシュ・ヘルシュコ                  | ハンガリー            |
| 青銅の顔 Visages de bronze                                          | ベルナール・テザン                      | スイス                |
| 雪国                                                                | 豊田四郎                                | 日本                  |
| Zizkovská Romance (Suburban Romance)                                | Zbyněk Brynych                          | チェコスロバキア      |